# Прокопцов Дмитро Вікторович
Дмитро Вікторович Прокопцов (чеськ. Dimitrij Prokopcov; нар. 5 січня 1980) року, Сімферополь) — український і чеський гравець в настільний теніс, в період 1996-2002 років виступав за збірну України, з 2008 року представляє Чехію. Бронзовий призер чемпіонату Європи, багаторазовий переможець і призер національних першостей, учасник літніх Олімпійських ігор в Ріо-де-Жанейро.

## Життєпис
Дмитро Прокопцов народився 5 січня 1980 року в Сімферополі. Грати в настільний теніс почав у віці шести років, виступав за місцевий клуб «Саки Крим».
У 1996 році в 16 років вперше пройшов відбір до основного складу української національної збірної та побував на чемпіонаті Європи в Братиславі. Брав участь в світових і європейських першостях, тричі ставав чемпіоном України з настільного тенісу. З 1998 року представляв чеський клуб «Нова-Гуть» з Острави, куди переїхав на постійне проживання. До 2002 року виступав за збірну України. З 2008 року увійшов до складу національної збірної Чехії. У 2010 році на домашньому чемпіонаті Європи в Остраві разом з партнерами по збірній завоював бронзову медаль у командній першості.

## Клубна кар'єра
- Saki Krym
- KOD Kiev
- NH Ostrava (Mittal)
- SF SKK El Niňo Prague
- GV Hennebont TT (2012-2016)
- SF SKK El Niňo Prague 2018/2019